# Thomas Kenner
Thomas Kenner (* 29. September 1932 in Wien; † 22. Dezember 2018 in Graz) war ein österreichischer Arzt und Hochschullehrer.

## Leben
Kenner wurde nach seinem Studium der Inneren Medizin und experimentellen Pathologie (in Wien), der Physiologie (in München und Erlangen), sowie der Biomedizinischen Technik (in Charlottesville, USA) 1956 an der Universität Wien zum Dr. med. promoviert.
1972 wurde er Vorstand des Physiologischen Institutes der Karl-Franzens-Universität in Graz, 1989 bis 1991 wirkte er hier auch als Rektor.
Kenner setzte sich mit Nachdruck gegen die Germanische Neue Medizin ein. Er wurde am Friedhof St. Leonhard bestattet.
Kenner war verheiratet und hatte mit seiner Frau Brigitte zwei Söhne und eine Tochter.

## Veröffentlichungen (Auswahl)
- Cardiovascular system dynamics : models and measurements. New York : Plenum Press, ©1982.
- Ronald Kurz, Thomas Kenner, Christian Poets: Der plötzliche Säuglingstod: Ein Ratgeber für Ärzte und Betroffene